# Summer Magic
Summer Magic is een musicalfilm uit 1963 onder regie van James Neilson. Hayley Mills en Burl Ives spelen de hoofdrollen. De film is gebaseerd op het boek van Kate Douglas Wiggin. Mills werd genomineerd voor een Golden Globe voor haar rol.

## Verhaal
Margaret Carey is net weduwe geworden en moet met haar gezin in een somber appartement trekken. Haar oudste, dochter Nancy Carey heeft geschreven met Osh Popham over een geel huis in zijn dorp. Osh Popham is de eigenaar van de plaatselijke winkel.  Hij laat de familie intrekken in het gele huis, tot ongenoegen van enkele dierbaren van Osh. De eigenaar van het gele huis woont hier niet en is ook niet op de hoogte hiervan. Nancy is razend wanneer haar verwaande nicht Julia komt opdagen. De twee beginnen al snel een strijd om de aandacht van hun geliefde leraar Charles Bryant. Als Tom Hamilton, de eigenaar van het huis komt opdagen, komt hij erachter dat er mensen in zijn huis wonen. Als hij het huis bezoekt, komt hij Nancy tegen. Zij weet niet wie hij is en nodigt hem uit voor het feest dat ze geven ter ere van zijn moeder. Hij gaat naar het feest en is boos op Osh Popham, maar ziet Nancy wel zitten. Nancy is opgebloeid tot een mooie jonge vrouw.  

## Rolverdeling
| Acteur             | Personage         |
| ------------------ | ----------------- |
| Hayley Mills       | Nancy Carey       |
| Burl Ives          | Osh Popham        |
| Dorothy McGuire    | Margaret Carey    |
| Deborah Walley     | Julia Carey       |
| Eddie Hodges       | Gilly Carey       |
| Jimmy Mathers      | Peter Carey       |
| Michael J. Pollard | Digby Popham      |
| Wendy Turner       | Lallie Joy Popham |
| Una Merkel         | Mariah Popham     |
| Peter Brown        | Tom Hamilton      |
| James Stacy        | Charles Bryant    |